# Gens Septimia
La gens Septimia fue una familia de plebeyos en la Antigua Roma. La gens aparece por primera vez en la historia hacia el final de la República, y no consiguió mucha importancia hasta la última mitad del siglo II, cuando Septimio Severo obtuvo la dignidad imperial.

## Origen de la gens
El nomen Septimius es un apellido patronímico, derivado del praenomen Septimus. Muchas otras gentes obtuvieron su nómina de este modo, incluyendo los Quinctii de Quintus, los Sextii de Sextus, y los Octavii de Octavius.

## Praenomina utilizados por el gens
Los principales praenomina de los Septimii eran Publius, Lucius, Gaius, y Titus. Hay unos cuantos casos de otros nombres, incluyendo Aulus, Marcus, y Quintus. El antepasado familiar puede haberse llamado Septimus, a pesar de que ninguno de los miembros conocidos en la historia lleve este praenomen.

## Ramas y cognomina del gens
Los Septimii de la República no estuvieron claramente divididos en familias separadas. Ciertos apellidos se han encontrado en varios periodos, de los cuales, el más notable es Severus, significando «serio» o «severo», y Geta, referido a uno de los Getae, un pueblo tracio. Ambos cognomina fueron asociados con la familia imperial de los siglos II tardío y III temprano.  Severus había sido llevado por uno de los primeros Septimii en el siglo I a. C., pero era un apellido común, y no se sabe si la familia imperial era descendiente de aquel Septimius Severus.